# Glyphicnemis nigrifemorum
Glyphicnemis nigrifemorum är en stekelart som beskrevs av Luhman 1986. Glyphicnemis nigrifemorum ingår i släktet Glyphicnemis och familjen brokparasitsteklar. Inga underarter finns listade i Catalogue of Life.